# Jokkmokk
Jokkmokk (en same de Lule : Jåhkåmåhkke ou Dálvvadis ; en same du Nord : Dálvvadis ; en finnois : Jokimukka) est une localité du nord de la Suède, chef-lieu de la commune de Jokkmokk, dans le comté de Norrbotten. En langue same, son nom signifie « courbe de la rivière ».
Elle est située le long de la route européenne 45 et compte 2 786 habitants en 2010.

## Jumelage
Jokkmokk possède un accord de jumelage avec :
- Lovozero (Russie)

## Galerie

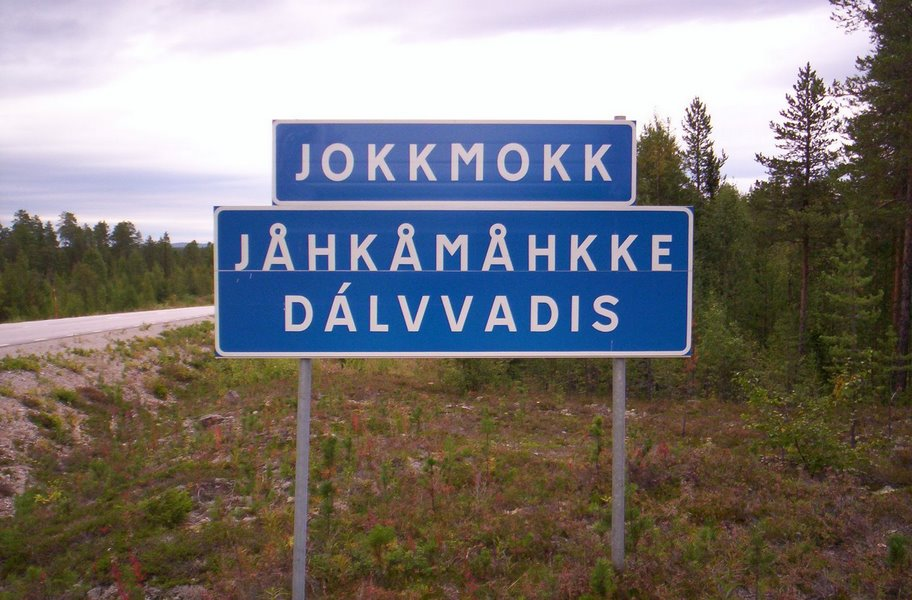
Panneau faisant apparaître le nom de la commune en trois langues.